# 文化産業信用組合
文化産業信用組合（ぶんかさんぎょうしんようくみあい）は、東京都千代田区に本店を置く信用組合。主に出版業、印刷業、製本業、製版業、書店（本屋）等の業者を対象とした業域の信用組合である。「文化産業」と略して呼称される事がある。

## 設立の経緯
1941年、全国に約300ある出版取次業者が統合され、日本出版配給株式会社が設立された。のち、出版配給統制会社に改組する。戦後、現状回復するが、過度経済力集中排除法により解散した。
このとき、版元に対する清算支払金を原資として、1952年11月8日、東京出版信用組合が設立された。初代組合長・寺沢普一は「金融的に恵まれない出版業界の金融緩和に幾分でも役立たせようというのがその動機であった」と述べている。
1964年6月1日、文化産業信用組合に改称した。